# David Nielsen
David Jean Nielsen (* 1. Dezember 1976 in Sønderborg) ist ein ehemaliger dänischer Fußballspieler und heutiger -trainer. Zuletzt war er Trainer von Lillestrøm SK, wo er Ende September 2024 nach knapp fünfwöchiger Tätigkeit freigestellt wurde.

## Herkunft
Die Mutter von David Nielsen hatte vor der Geburt ihres Sohnes als Krankenschwester in Kinshasa, der Hauptstadt von Zaire, der heutigen Demokratischen Republik Kongo, gearbeitet und lernte dort Davids' Vater kennen. Da die kulturellen Differenzen zu groß waren, kehrte die Mutter noch während der Schwangerschaft alleine nach Dänemark zurück. David Nielsen kam schließlich am 1. Dezember 1976 in Sønderborg in der Nähe der deutschen Grenze zur Welt und zog kurz danach mit seiner Mutter nach Skagen, der nördlichsten Stadt in Dänemark.

## Karriere

### Spielerkarriere
David Nielsen kam 1996 nach Deutschland zu Fortuna Düsseldorf in die Bundesliga, wo er in der Hinrunde der Saison 1996/97 13 Spiele absolvierte und dabei ein Tor gegen Werder Bremen schoss. In der Winterpause wechselte er zum FC Kopenhagen in die Superliga. 1997 wurde er mit Kopenhagen dänischen Pokalsieger. Von 2000 bis 2003 spielte Nielsen bei drei Vereinen der in der zweiten Liga Englands. Anschließend spielte er für Aalborg BK und FC Midtjylland, bevor er nach Norwegen zu Start Kristiansand wechselte. Weitere Stationen in Norwegen waren Strømsgodset IF und Brann Bergen.

### Trainerkarriere
Von 2014 bis 2015 war er Trainer bei Strømsgodset IF, danach erhielt er einen Vertrag bei Lyngby BK. Von 2017 bis 2022 war er Trainer von Aarhus GF. Nach Tätigkeit für den griechischen Klub AE Kifisia betreute er nach der Entlassung von Magne Hoseth am 1. März 2024 bis zu Ende der Spielzeit 2023/24 interimistisch erneut den Superligisten Lyngby BK, ehe mit Morten Karlsen ein neuer Cheftrainer für die folgende Spielzeit verpflichtet wurde.
Am 23. August 2024 verpflichtete der norwegische Erstligist Lillestrøm SK Nielsen als neuen Cheftrainer bis zum Ende der Eliteserien 2024. Im Juli war der bisherige Cheftrainer Andreas Georgson zu Manchester United gewechselt und unter der Interimslösung Robin Asterhed, der als vormaliger Assistent nach der Verpflichtung Nielsens wieder in die ursprüngliche Rolle zurückkehrte, war der Klub auf den 13. Tabellenplatz abgerutscht. Jedoch blieb auch unter Nielsens Leitung der Erfolg aus, nach nur einem Punkt aus vier Spielen bei zwölf Gegentoren stürzte der Klub auf dem letzten Tabellenplatz ab. Am 30. September wurde Nielsen daher wieder freigestellt und der erfahrene Dag-Eilev Fagermo übernahm als „Feuerwehrmann“.